# Török József (labdarúgó, 1954)
Török József (1954. január 30. –) magyar labdarúgó.

## Pályafutása
A Kistextben kezdte a labdarúgást. Majd az Épgép és a Bp. Spartacus csapata következett. Az élvonalban 1977. szeptember 10-én mutatkozott be a Bp. Honvéd csapatában, ahol ezüstérmes lett az együttessel az 1977–78-as idényben. 1978 és 1981 között az MTK-VM, 1981 és 1985 között a Zalaegerszegi TE játékosa volt. 1985 nyarán a nyugatnémet Waldhof Mannheim együtteséhez szerződött, ahol nyolc élvonalbeli mérkőzésen szerepelt. Az 1986–87-es idény közben a másodosztályú Hessen Kassel csapatához igazolt, ahol 15 mérkőzésen lépett a pályára.

## Sikerei, díjai
- Magyar bajnokság
  - 2.: 1977–78